# Anfiteatro di Caligola
L'anfiteatro di Caligola era un anfiteatro costruito a Roma dall'imperatore romano Caligola, il secondo anfiteatro stabile di Roma dopo quello di Tito Statilio Tauro.
L'anfiteatro si trovava nel Campo Marzio, nei pressi dei Saepta Iulia. Caligola iniziò la sua costruzione nel 40 circa, forse danneggiando l'Aqua Virgo nel processo. Il successore di Caligola, Claudio, non completò l'opera, ma la demolì.